# SN 1998aj
SN 1998aj – supernowa typu Ia odkryta 26 marca 1998 roku w galaktyce A092755-0459. W momencie odkrycia miała maksymalną jasność 24,10m.